# Rami Bedoui
Rami Bedoui (arabisch رامي بدوي, DMG Rāmī Badawī; * 19. Januar 1990 in Sousse) ist ein tunesischer Fußballspieler. Der Innenverteidiger nahm mit der tunesischen Nationalmannschaft an der Fußball-Weltmeisterschaft 2018 in Russland teil.

## Karriere

### Verein
Bedoui begann seine Karriere in der Jugend bei Étoile Sportive du Sahel. 2010 rückte er in die erste Mannschaft auf. Mit Étoile wurde er einmal tunesischer Meister und dreimal Pokalsieger. Zudem gewann er den CAF Confederation Cup 2015, wurde in den Finalspielen jedoch nicht eingesetzt.
Zu Beginn des Jahres 2019 wurde Bedoui an den saudi-arabischen Verein al-Fayha FC verliehen. Nach einer kurzen Rückkehr zu Étoile lösten der Verein und Bedoui im Februar 2020 den Vertrag im gegenseitigen Einvernehmen auf. Bedoui wechselte daraufhin zu FK Liepāja in die lettische Virsliga. 
Ende 2020 wechselte Bedoui nach Kuwait zum al Kuwait SC. Im Januar 2022 unterschrieb er einen Vertrag beim tunesischen Verein Club Africain.  Im Sommer 2025 lief sein Vertrag aus und wurde nicht verlängert. Während seiner Zeit beim Club Africain hatte Bedoui mit mehreren Verletzungspausen zu kämpfen. Zudem plante der neue Trainer Mohamed Sahli einen personellen Umbruch, in dem Bedoui keine Rolle mehr spielte.

### Nationalmannschaft
Sein Debüt in der tunesische Nationalmannschaft gab Bedoui am 16. Oktober 2012 im Freundschaftsspiel gegen Ägypten.
Bedoui gehörte zum Kader der tunesischen Nationalmannschaft beim Afrika-Cup 2015. Dort wurde er von Trainer Georges Leekens im Vorrundenspiel gegen Sambia eingesetzt. Tunesien schied im Viertelfinale gegen Äquatorialguinea aus.
Anlässlich der Fußball-Weltmeisterschaft 2018 wurde Bedoui in das tunesische Aufgebot berufen. Beim 2:1-Sieg im letzten Gruppenspiel gegen Panama stand er in der Startelf. Die Mannschaft beendete das Turnier auf dem dritten Platz in der Gruppe G und schied aus.
Bedoui gehörte auch zum Kader der tunesischen Nationalmannschaft beim Afrika-Cup 2019 und wurde in der Vorrunde im Auftaktspiel gegen Angola eingesetzt. Im Achtelfinalspiel gegen Ghana wurde er in der 90. Minute für Taha Yassine Khenissi, dem Torschützen zur tunesischen 1:0-Führung, eingewechselt. Keine zwei Minuten später verlängerte er einen Freistoß der Ghanaer mit dem Kopf in das eigene Tor. Am Ende gewann Tunesien das Spiel nach Elfmeterschießen. Seinen dritten Turniereinsatz hatte er im Spiel um den dritten Platz gegen Nigeria.

## Erfolge
- Tunesische Meisterschaft: 2016
- Tunesischer Pokal: 2012, 2014 und 2015
- CAF Confederation Cup:  2015